# Zatory (village)
Pour les articles homonymes, voir Zatory.
Zatory (prononciation : [zaˈtɔrɨ]) est un village polonais de la gmina de Zatory dans le powiat de Pułtusk de la voïvodie de Mazovie dans le centre-est de la Pologne.
Le village est le siège administratif (chef-lieu) de la gmina appelée gmina de Zatory.
Il se situe à environ 13 kilomètres au sud-est de Pułtusk (siège de le powiat) et à 45 kilomètres au nord de Varsovie (capitale de la Pologne).
Le village compte approximativement une population de 970 habitants en 2009.

## Histoire
De 1975 à 1998, le village appartenait administrativement à la voïvodie d'Ostrołęka.